# Estem fets per entendre'ns
Estem fets per entendre'ns (títol original en francès, On est fait pour s'entendre) és una pel·lícula francesa de 2021 dirigida per Pascal Elbé. S'ha doblat al valencià per a À Punt; també subtitulat al català central.
El rodatge va tenir lloc a París, així com a Cabourg i Houlgate (Calvados), entre el febrer i juny de 2020. La gravació es va interrompre al districte 16 de París a causa del primer confinament vinculat a la pandèmia de la COVID-19 durant vuit setmanes. «Mentre que als equips encara els quedaven quatre setmanes de feina, el rodatge es va suspendre el 13 de març», va assegurar el productor executiu Jean-Jacques Albert.
La pel·lícula es va preestrenar el 28 d'agost de 2021 al Festival de Cinema Francòfon d'Angulema. Es va estrenar el 17 de novembre de 2021 a França i a la Suïssa romanda.

## Sinopsi
Tot el cercle proper de l'Antoine (Pascal Elbé) el critica perquè no és capaç d'escoltar, concentrar-se ni fer cap esforç. El problema, malgrat la seva curta edat, és que està perdent les capacitats auditives. Al seu edifici d'apartaments, la Claire (Sandrine Kiberlain) i la seva filla Violette (Manon Lemoine) s'instal·len durant uns dies amb la seva germana, la Léna (Valérie Donzelli), amb l'esperança de viure en pau i tranquil·litat. Llàstima que l'Antoine escolta música a tot drap i no apaga el seu despertador, que sona contínuament.

## Repartiment
- Sandrine Kiberlain: Claire
- Pascal Elbé: Antoine
- Valérie Donzelli: Léna
- Emmanuelle Devos: Jeanne
- François Berléand: Francis
- Marthe Villalonga: Angèle
- Claudia Tagbo: Juanita
- Manon Lemoine: Violette
- Frédéric Merlo: Frédéric
- Anne Azoulay: Nicole
- Antoine Gouy: Julien
- Bérangère McNeese: Chloé
- Atmen Kélif: Pierre
- Philippe Uchan: Philippe
- Julia Faure: Florence
- Michel Boujenah: el metge de d'Angèle
- Nicolas Vaude: l'otorrinolaringòleg
- Patrice Abbou: Dr. Steinberg
- Jacky Nercessian: Sr. Molina

## Premis i nominacions
- Festival de Cinema de Cabourg de 2022: Swann a la millor pel·lícula[8]